# HSH Nordbank
HSH Nordbank AG – niemiecki bank komercyjny.

## Działalność
HSH jest bankiem komercyjnym, którego głównym regionem działalności, skupiającej się głównie na bankowości handlowej i prywatnej, są północne Niemcy. Działalność związana z bankowością handlową koncentruje się na realizacji projektów w obszarze żeglugi, bankowości korporacyjnej, transportu, nieruchomości i energii ze źródeł odnawialnych.
HSH jest największym na świecie podmiotem finansującym statki oraz ma znaczący udział w rynku finansowania lotnictwa (w ramach swojego działu ds. transportu). W grudniu 2008 r. HSH był obecny w 21 największych ośrodkach finansowych w Europie, Azji i Ameryce.
Grupa HSH jest piątym pod względem wielkości bankiem kraju związkowego (niem. Landesbank) w Niemczech, z siedzibami zarządu w Hamburgu i Kilonii. Jest spółką akcyjną (Aktiengesellschaft) utworzoną w dniu 2 czerwca 2003 w wyniku połączenia Hamburgische Landesbank i Landesbank Schleswig-Holstein. W październiku 2006 r. spółka Flowers nabyła 24,1% akcji HSH (26,6% praw głosu) od WestLB w perspektywie pierwszej oferty publicznej (IPO) HSH w 2008 r.
W dniu 31 grudnia 2008 r. suma bilansowa HSH wynosiła 208 mld EUR, a wartość aktywów ważonych ryzykiem – 112 mld EUR.
Ogłoszenie upadłości przez Lehman Brothers we wrześniu 2008 r. przyczyniło się do pogłębienia trudności HSH związanych z refinansowaniem, w związku z czym bank ten zwrócił się do Sonderfonds Finanzmarktstabilisierung (niemiecki Fundusz Stabilizacji Rynków Finansowych) o udzielenie gwarancji zachowania płynności w wysokości 30 mld EUR.